# Fijnstructuur

de opsplitsing van de Lyman-alpha lijn door de fijnstructuur

In de atoomfysica beschrijft de fijnstructuur de splitsing van spectraallijnen van atomen vanwege eerste-orde relativistische correcties.
In eerste benadering kunnen spectra berekend worden zonder rekening te houden met deze effecten: men gaat dan uit van non-relativistische elektronen zonder spin. Voor een waterstofachtig atoom hangen de energieniveaus dan alleen af van het hoofdkwantumgetal n. Het rekening houden met relativistische correcties en spin heft de ontaarding van energieniveaus op en veroorzaakt de splitsing van spectraallijnen. Fijnstructuurcorrecties zijn van de orde van grootte (Zα)2, waar Z het atoomnummer is van het beschouwde element en α de fijnstructuurconstante voorstelt, een dimensieloos getal dat ongeveer gelijk is aan 1/137.
De fijnstructuur kan onderverdeeld worden in drie termen: de kinetische energie, een spin-baankoppeling en een Darwinterm. De volledige Hamiltoniaan wordt gegeven door
{\displaystyle H=H_{0}+H_{\mathrm {kinetisch} }+H_{\mathrm {sb} }+H_{\mathrm {Darwin} }}

## Correcties ten gevolge van kinetische energie
In de klassieke mechanica is de kinetische energie gelijk aan
{\displaystyle T={\frac {p^{2}}{2m}}}
In de speciale relativiteitstheorie verandert het bovenstaande resultaat echter:
{\displaystyle T={\sqrt {p^{2}c^{2}+m^{2}c^{4}}}-mc^{2}}
De eerste term is de totale relativistische energie, en de tweede term is gelijk aan de rustmassa van het elektron (met massa m). Een Taylorontwikkeling van de bovenstaande formule geeft
{\displaystyle T={\frac {p^{2}}{2m}}-{\frac {p^{4}}{8m^{3}c^{2}}}+\cdots }
De eerste-orde correctie van de Hamiltoniaan is dus
{\displaystyle H_{\mathrm {kinetisch} }=-{\frac {p^{4}}{8m^{3}c^{2}}}}
In storingsrekening kan dus de eerste-orde correctie vanwege relativistische effecten als volgt berekend worden:
{\displaystyle E_{n}^{(1)}=\langle \psi ^{0}\vert H'\vert \psi ^{0}\rangle =-{\frac {1}{8m^{3}c^{2}}}\langle \psi ^{0}\vert p^{4}\vert \psi ^{0}\rangle =-{\frac {1}{8m^{3}c^{2}}}\langle \psi ^{0}\vert p^{2}p^{2}\vert \psi ^{0}\rangle }
waar ψ0 de onverstoorde golffunctie is. Met onverstoorde Hamiltonian H0 wordt duidelijk dat
{\displaystyle H^{0}\vert \psi ^{0}\rangle =E_{n}\vert \psi ^{0}\rangle }
{\displaystyle \left({\frac {p^{2}}{2m}}+V\right)\vert \psi ^{0}\rangle =E_{n}\vert \psi ^{0}\rangle }
{\displaystyle p^{2}\vert \psi ^{0}\rangle =2m(E_{n}-V)\vert \psi ^{0}\rangle }
Voor de relativistische correctie geeft dit
{\displaystyle E_{n}^{(1)}=-{\frac {1}{8m^{3}c^{2}}}\langle \psi ^{0}\vert p^{2}p^{2}\vert \psi ^{0}\rangle }
{\displaystyle E_{n}^{(1)}=-{\frac {1}{8m^{3}c^{2}}}\langle \psi ^{0}\vert (2m)^{2}(E_{n}-V)^{2}\vert \psi ^{0}\rangle }
{\displaystyle E_{n}^{(1)}=-{\frac {1}{2mc^{2}}}(E_{n}^{2}-2E_{n}\langle V\rangle +\langle V^{2}\rangle )}
Voor het waterstofatoom geldt dat
{\displaystyle V={\frac {e^{2}}{r}}}, {\displaystyle \langle V\rangle ={\frac {-e^{2}}{a_{0}n^{2}}}} en {\displaystyle \langle V^{2}\rangle ={\frac {e^{4}}{(l+{\frac {1}{2}})n^{3}a_{0}^{2}}}},
waar {\displaystyle a_{0}} de Bohrstraal voorstelt, {\displaystyle n} het hoofdkwantumgetal is en {\displaystyle l} het nevenkwantumgetal. De relativistische correctie voor het waterstof atoom is daarom
{\displaystyle E_{n}^{(1)}=-{\frac {1}{2mc^{2}}}\left(E_{n}^{2}+2E_{n}{\frac {e^{2}}{a_{0}n^{2}}}+{\frac {e^{4}}{(l+{\frac {1}{2}})n^{3}a_{0}^{2}}}\right)=-{\frac {E_{n}^{2}}{2mc^{2}}}\left({\frac {4n}{l+{\frac {1}{2}}}}-3\right)}
waarbij gebruikgemaakt wordt van het feit dat
{\displaystyle E_{n}=-{\frac {e^{2}}{2a_{0}n^{2}}}}
Numeriek gezien is de orde van grootte van de correctie voor de grondtoestand gelijk aan −9,056 × 10−4 eV.

## Spin-baankoppeling
De spin-baankoppeling wordt gegeven door de betrekking:
{\displaystyle H_{sb}={\frac {1}{2}}\left({\frac {Ze^{2}}{4\pi \epsilon _{0}}}\right)\left({\frac {g_{s}}{2m_{e}^{2}c^{2}}}\right){\frac {{\vec {L}}\cdot {\vec {S}}}{r^{3}}}}
De spin-baancorrectie ontstaat wanneer we van het standaard referentiekader (waar het elektron zich in een baan om de atoomkern bevindt) overgaan naar een kader waar het elektron stationair is en de atoomkern zich om het elektron beweegt. In dit geval vormt de kern een stroomlus, die op zijn beurt een magnetisch veld veroorzaakt. Het elektron heeft echter een magnetisch moment vanwege zijn intrinsieke spin. Het magneetveld {\displaystyle {\vec {B}}} koppelt daarom aan het moment {\displaystyle {\vec {\mu }}_{s}}, zodat de relatieve oriëntatie van de beide vectoren energie kost (of oplevert). Dit leidt tot een correctie van de energieniveaus van de vorm
{\displaystyle \Delta E_{SB}=\xi (r){\vec {L}}\cdot {\vec {S}}}
De factor 2 heeft te maken met de verandering van referentiekader en wordt ook wel de Thomas-factor genoemd.
Aangezien
{\displaystyle \left\langle {\frac {1}{r^{3}}}\right\rangle ={\frac {1}{n^{3}a_{0}^{3}}}{\frac {1}{l(l+{\frac {1}{2}})(l+1)}}}
en
{\displaystyle \left\langle {\vec {L}}\cdot {\vec {S}}\right\rangle ={\frac {\hbar ^{2}}{2}}(j(j+1)-l(l+1)-s(s+1))}
is de verwachtingswaarde voor de energieniveaus
{\displaystyle \left\langle H_{SB}\right\rangle ={\frac {E_{n}{}^{2}}{m_{e}c^{2}}}\left(n{\frac {j(j+1)-l(l+1)-{\frac {3}{4}}}{l\left(l+{\frac {1}{2}}\right)(l+1)}}\right)}
In orde van grootte is de spin-baan koppeling daarmee
{\displaystyle {\frac {Z}{n^{3}}}10^{-5}{\text{ eV}}}

## Darwinterm
De Darwinterm wordt gegeven door
{\displaystyle E_{\mathrm {Darwin} }={\frac {\hbar ^{2}}{8m_{e}^{2}c^{2}}}\,4\pi \left({\frac {Ze^{2}}{4\pi \epsilon _{0}}}\right)\delta ^{3}\left({\vec {r}}\right)}
oftewel
{\displaystyle E_{\mathrm {Darwin} }={\frac {\hbar ^{2}}{8m_{e}^{2}c^{2}}}\,4\pi \left({\frac {Ze^{2}}{4\pi \epsilon _{0}}}\right)|\psi (0)^{2}|}
met
{\displaystyle \psi (0)=0{\text{ als }}l\geq 1}
{\displaystyle \psi (0)={\frac {1}{\sqrt {4\pi }}}\,2\left({\frac {Z}{na_{0}}}\right)^{\frac {3}{2}}{\text{ als }}l=0}
En dus:
{\displaystyle E_{\mathrm {Darwin} }={\frac {2n}{m_{e}c^{2}}}\,E_{n}^{2}}
De Darwinterm beïnvloedt alleen de s-niveaus. De 2s-baan krijgt dezelfde energie als de 2p-baan door de 2s-toestand met 9,057 × 10−5 eV te verhogen.
De Darwinterm verhoogt de effectieve potentiaal van de atoomkern en kan opgevat worden als het uitsmeren van de elektrische lading van het elektron en de kern vanwege Zitterbewegung (letterlijk: schokkerige beweging), de verandering van de klassieke baan van het elektron vanwege kwantumoscillaties.
Een ander mechanisme dat alleen de s-toestand beïnvloedt is de Lambverschuiving.

## Totale fijnstructuurcorrectie
Het totale effect, verkregen door de drie verschillende termen op te sommen, is gegeven door:
{\displaystyle \Delta E=-{\frac {m_{e}c^{2}(Z\alpha )^{4}}{2n^{3}}}\left({\frac {1}{j+{\frac {1}{2}}}}-{\frac {3}{4n}}\right)}
waar j het totale impulsmoment is (j = ½ als l = 0, anders j = l ± ½). Deze formule werd gevonden door Arnold Sommerfeld met behulp van de oude kwantumtheorie, vóór de moderne formulering van de kwantummechanica.